# Thing
Un thing o ting (norreno, antico inglese e islandese: þing; altre lingue scandinave moderne: ting) era l'assemblea di governo delle società germaniche, costituita dalle persone libere della comunità e presieduta da alcuni lögsögumaður. Il termine viene ancora usato nei nomi ufficiali degli istituti politici e legislativi degli stati nord-europei.

## Etimologia
Il termine norreno, antico frisone ed antico inglese þing, che significa "assemblea", ha un'origine identica all'odierno inglese thing, al tedesco Ding, all'olandese ding ed all'odierno scandinavo ting, che significano "oggetto". Tutti derivano dal proto-germanico *þengan che significa "momento scelto", ed alcuni suggeriscono un'origine dal proto-indoeuropeo *ten-, "stretch", nel senso di "periodo di tempo per un'assemblea". L'evoluzione del termine thing da "assemblea" ad "oggetto" è parallelizzata all'evoluzione del latino causa (nel senso di processo) nel moderno francese chose, nell'italiano e spagnolo cosa e nel portoghese coisa. 
In inglese il termine viene citato a partire dal 685 o 686, con l'antico significato di "assemblea", in seguito si riferisce ad un'entità o materia (prima dell'899), e quindi come atto, azione o evento (a partire circa dal 1000). Il significato di possesso personale, comune nel plurale (forse influenzato dall'antico islandese things che significava "oggetti, articoli o valori"), appare la prima volta nel medio inglese attorno al 1300.

## Società vichinga e medievale

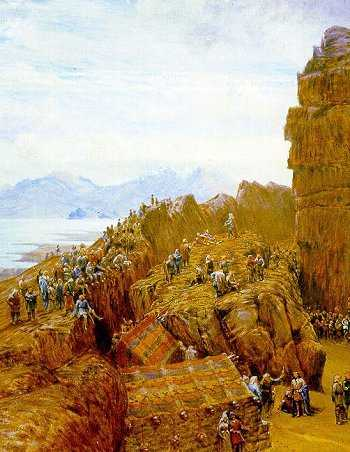
Il þing islandese, come immaginato nel 1870 dall'artista britannico William Gershom Collingwood

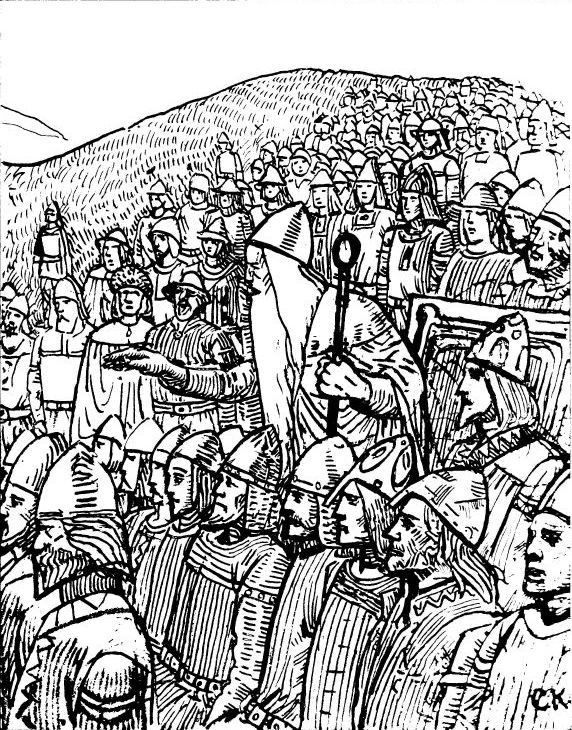
Þorgnýr il Lögsögumaður parla ad Uppsala, di C. Krogh

Nella cultura scandinava di clan pre-cristiani, i membri di un clan erano obbligati a vendicare torti fatti nei confronti di parenti morti o feriti. Nasceva la necessità di una struttura giudicante che potesse evitare faide tribali ed anarchia sociale. Sappiamo dalle culture germaniche settentrionali che queste istituzioni furono i thing, nonostante assemblee simili vengono citate da altri popoli germanici.
Il thing era l'assemblea di persone libere di uno stato, una provincia o una centena (hundare/härad/herred). Di conseguenza esistevano una gerarchia di thing, in modo che quelli locali fossero rappresentati ad un livello più alto, per una provincia o una zona. Presso il thing, venivano risolte le dispute e prese le decisioni politiche. Il luogo in cui si svolgevano era solitamente lo stesso usato per rituali religiosi o per il commercio.
Il thing si riuniva ad intervalli regolari, legiferava, eleggeva i capi ed i re, e giudicava secondo la legge, memorizzata e recitata dal Lögsögumaður (il giudice). I negoziati del thing erano presieduti dal Lögsögumaður e dal capo o dal re. In realtà il thing era dominato dai membri più influenti della comunità, i capi-clan e le famiglie potenti, ma in teoria la regola era "una testa, un voto". Un famoso incidente si ebbe quando Þorgnýr il Lögsögumaður disse al re svedese Olof III che erano le persone ad avere il potere in Svezia, e non il re. Il re capì di non avere potere contro il thing e cedette. I più famosi thing in Svezia erano il Thing di tutti gli Svedesi, il Thing di tutti i Geati ed il Thing di Lionga.
L'isola di Gotland, ad esempio, ospitò nel tardo medioevo venti thing, ognuno dei quali era rappresentato presso il thing dell'isola chiamato landsting dal proprio giudice eletto. Le nuove leggi venivano decise presso il landsting, che prendeva anche altre decisioni riguardo all'intera isola. L'autorità del landsting venne in seguito erosa dopo l'occupazione dell'isola da parte dell'Ordine Teutonico nel 1398. Nel tardo medioevo i thing consistevano di dodici rappresentative dei contadini, proprietari liberi o affittuari.
L'assemblea si teneva solitamente in un luogo designato, spesso un campo, come Þingvellir, antico luogo del thing islandese. Il parlamento dell'isola di Man porta ancora il nome del luogo in cui si svolgeva il thing, Tynwald, che etimologicamente corrisponde a "þingvellir". Si possono trovare altri luoghi equivalenti in tutta l'Europa settentrionale; in Scozia, si trova il Dingwall nelle Highlands ed il Tingwall, presente sia nelle Isole Orcadi che nelle Shetland. In Svezia, vi sono molti luoghi chiamati Tingvalla, versione svedese moderna di "þingvellir", mentre l'equivalente norvegese si trova a Tingvoll. A Dublino, Irlanda, il Thingmote è una collina alta quindici metri e con una circonferenza di ottanta metri, dove i norreni si riunivano per legiferare. Si trovava a sud del fiume, adiacente al castello di Dublino, fino al 1685.  "The Thingmote" è  un pub attualmente presente sul luogo.
Allo stesso modo in Inghilterra si trova il Thingwall sulla penisola di Wirral. Nello Yorkshire e nell'ex Danelaw inglesi, che come il Wirral si trovano in Inghilterra nord-occidentale, erano soggetti ad invasioni ed insediamenti norreni, si trovavano i wapentakes (altro nome dello stesso istituto), fino a tempi recenti, ed il termine viene ancora usato nei pubblici registri. Molti toponimi che terminano con il suffisso "by"(villaggio), un tempo avevano il proprio law (bylaw) e la giurisdizione era soggetta al wapentake, che spesso si estendeva su un'area chiamata "thorpe" (paesetto). Se esisteva un riding che conteneva il wapentake, il wapentake potrebbe essere semplicemente stata un'assemblea che coordinava il potere del Riding, che nel caso di Jórvík sarebbe stata presieduta dal re in quella che ora è la King's Square di York. Il regno di Anglia orientale era sotto il controllo di Danelaw, organizzato in cinque sobborghi. Questi cinque erano fortezze di legge marziale che difendevano la terra dal Regno del Wessex o dai Vichinghi, a seconda di chi regnava; insieme con Lindsey, divisa in tre riding come Yorkshire.

## Parlamenti nazionali ed attuali istituzioni
I parlamenti nazionali di Islanda, Norvegia e Danimarca hanno nomi che incorporano il termine thing:
- Althing - "Thing Generale" islandese (in islandese, Alþingi)
- Folketing - "Thing del Popolo" danese
- Storting - "Grande Thing" norvegese

I parlamenti dei territori autonomi delle isole Åland, isole Fær Øer, Groenlandia ed isola di Man fanno riferimento nel nome a thing.
- Lagting - "Thing Legale" di Åland
- Løgting - "Thing Legale" faroese
- Landsting - "Thing della Terra" di Groenlandia
- Tynwald - "Thing Meadow" di Manx
- Þingvöllr ora noto come Dingwall - "Campo del parlamento" scozzese-vichingo
- Tingwall, ex capitale delle Shetland, sull'isola di Lawting

Il parlamento nazionale svedese, fin dal Medioevo, ha avuto uno stile differente, 
il Riksdag, che deriva dall'antico termine germanico per designare l'assemblea nazionale, il Reichstag. In Svezia ting è il nome usato per indicare un consiglio locale, chiamato Landsting. Questo nome era usato nel Medioevo per indicare i thing che governavano i Landskap, sostituiti dalle contee nel XVII secolo. Il nome "thing" si trova anche nei nomi della giustizia svedese di primo livello, ovvero il Tingsrätt (in finlandese käräjäoikeus), la Corte dei Thing.
In modo simile, prima del 1953, il sistema parlamentare danese era il Rigsdag, formato dalle due camere del Folketing (Thing delle Persone) e del Landsting (Thing delle Terre). Il secondo, riservato alle persone agiate, venne abolito dalla costituzione del 1953.
Folkting è anche il nome dell'Assemblea degli svedesi di Finlandia, un corpo semi ufficiale che rappresenta i finlandesi di lingua svedese.
Inoltre in Norvegia ed in Svezia esistono tre assemblee elettive Sami chiamate Sametinget.
Il parlamento norvegese, Storting, è diviso in due camere chiamate Lagting e Odelsting, traducibili in Thing della Legge e Thing dei Lord.
Al livello amministrativo inferiore esistono in Norvegia i Fylkesting, Thing della Contea. I nomi delle corti giudiziali norvegesi contengono quasi tutte il prefisso ting. Il primo livello si chiama Tingrett, parallelo al Tingsrätt svedese, e quattro delle sei corti d'appello norvegesi prendono il nome da storici Thing (Frostating, Gulating, Borgarting e Eidsivating).

## In letteratura
La Njáls saga descrive numerose faide i cui assassini vengono giudicati in varie assemblee nel corso di molti anni. Il libro contiene dettagli procedurali ed usanze del thing di Althing.